# Grimmiaceae
Grimmiaceae er en familie af mosser med otte slægter, hvoraf fire findes i Danmark.
| Danske slægter |

- Dryptodon
- Grimmia
- Racomitrium
- Schistidium

## Rødlistede arter
- Leucoperichaetium eremophilum[1]

## Note
1. ↑  IUCNs rødliste over planter